# Avgust Žigon
Avgust Žigon, slovenski literarni zgodovinar, teoretik, bibliotekar in prešernoslovec, * 8. januar 1877, Ajdovščina, † 15. julij 1941, Ljubljana.

## Življenjepis
Gimnazijo je obiskoval v Gorici v letih od 1890 do 1897. Na Dunaju je najprej študiral pravo, nato pa umetnostno zgodovino, filozofijo, klasično filologijo in slavistiko v Gradcu. Od 1903 do 1905 je kot suplent učil slovenščino, latinščino in nemščino na gimnaziji v Kranju in v Gorici ter na učiteljišču v Ljubljani. Nato je nadaljeval študij umetnostne zgodovine in slovenske književnosti, delal na umetnostnozgodovinskem inštitutu v Gradcu in tam leta 1909 doktoriral z razpravo o slikarstvu Leonarda da Vincija, z naslovom "Prisnost Madone v votlini Leonarda da Vincija."
Po opustitvi dela na inštitutu se je leta 1910 zaposlil v ljubljanski Licejski knjižnici (danes NUK), po smrti Luka Pintarja (1915) je prevzel ravnateljske posle in bil imenovan za ravnatelja takratne Državne študijske knjižnice. Njegov način vodenja knjižnice je zbujal kritike, zato je bil leta 1925 prisilno upokojen, nadomestil ga je Janko Šlebinger. Odtlej je živel v Ljubljani in nadaljeval svoje študije, v začetku druge svetovne vojne pa je padel kot naključna žrtev italijanske okupacijske patrulje. Pokopan je na pokopališču Ljubljana-Vič.

## Delo
Njegov znanstveni opus sestavljajo kritične izdaje literarnih tekstov, biografski, bibliografski in zgodovinsko-faktografski članki ter problemske razprave o literarnoteoretičnih in estetskih vprašanjih.  Že med študijem je začel raziskovati Prešernovo pesniško delo in življenje, zvezo z Matijem Čopom ter literarno- in kulturnozgodovinsko problematiko njegove dobe. Odkrival, objavljal in komentiral je pomembno gradivo: Prešernov zapuščinski akt, popis Čopove biblioteke in dokumente o cenzuri Kranjske čbelice, prispeval je biografske članke o Prešernu in Franu Levstiku, pripravljal pa je tudi izdajo Levstikovih del, a je ni dokončal. Prešernova čitanka in monografija France Prešeren – poet in umetnik  sta bili natisnjeni že med letoma 1913 in 1915, vendar sta zaradi vojnih razmer in Žigonovih ustvarjalnih težav izšli z letnicama 1922 in 1925. 
Uveljavil se je predvsem kot glavni predstavnik teorije o matematični arhitektoniki v poeziji, ki jo je razvijal od leta 1905 v več revijalnih objavah in jo dopolnil ob izbranih primerih iz Prešernove poezije. Arhitektonska teorija izhaja iz prepričanja, da je umetnina zgrajena okrog idejno-vsebinskega središča po načelih simetrije in pravilnega sorazmerja sestavnih delov, kar je mogoče dognati s formalno analizo in izraziti s številčnimi shemami: v takšni zgradbi se združujejo ideali antične in novejše evropske, zlasti romantične umetnosti.
Njegovo delo je bilo deležno precej podpore (pri Josipu Puntarju), še več pa zavračanja (Josip Tominšek, France Kidrič). Zagovorniki so se opirali na zglede iz umetnostne zgodovine in klasične filologije, nasprotniki pa so spodbijali številčne sheme in zavračali abstraktne izpeljave z biografskimi in kulturnozgodovinskimi dokazi. Zavrnitev arhitektonske teorije je zasenčila pomen njegovega raziskovanja, utrdila pa se je predvsem v prešernoslovju.
5. aprila 2002 me je bila odkrita spominska plošča, ki je je pritrjena na fasadi stavbe Centra za socialno delo Ajdovščina. Oblikoval jo je akademski slikar Silvester Fakuč z Ustij, avtor vsebine napisa je domačin Stanislav Bačar. Napis je vklesan v kamnito ploščo iz rudistnega kraškega apnenca.